# Speocera machadoi
Speocera machadoi är en spindelart som beskrevs av Willis J. Gertsch 1977. Speocera machadoi ingår i släktet Speocera och familjen Ochyroceratidae. Inga underarter finns listade i Catalogue of Life.